# 史氏底鰕鱂
史氏底鰕鱂，為輻鰭魚綱鯉齒目假鰓鱂科的其中一種，分布於非洲奈及利亞東南部淡水流域，體長可達8公分，棲息在沿岸雨林、草原的溪流、沼澤底中層水域，生活習性不明，可作為觀賞魚。